# Gregorio Weber
Gregorio Weber (* 4. Juli 1916 in Buenos Aires; † 18. Juli 1997 in Urbana, Illinois) war ein ursprünglich aus Argentinien stammender US-amerikanischer Biochemiker. Er legte mit seinen Arbeiten den Grundstein der modernen Fluoreszenzspektroskopie und leistete bedeutende Beiträge zur Chemie und Dynamik von Proteinen.

## Leben
Gregorio Weber studierte an der Universidad de Buenos Aires, wo er 1942 seinen Abschluss als Doktor der Medizin machte. Während seines Studiums war er Assistent von Bernardo Alberto Houssay, der 1947 den Nobelpreis für Physiologie oder Medizin erhielt. Die Nominierung durch Houssay für ein British Council Fellowship ermöglichte Weber ein folgendes Studium an der University of Cambridge in England, wo er 1947 unter Malcolm Dixon in Biochemie promovierte. Schwerpunkt seiner Arbeit war die Untersuchung der Fluoreszenz von Flavinen und Flavoproteinen, welche heute als Beginn der Etablierung der Fluoreszenzspektroskopie als quantitative Methode in der Biochemie gilt. Weber blieb Anfang der 1950er Jahre in Cambridge und forschte auf dem Gebiet der Fluoreszenzpolarisation, angeregt durch die Arbeiten des französischen Physikers Francis Perrin.
1953 wurde er von Hans Adolf Krebs an die neugegründete Fakultät für Biochemie der University of Sheffield geholt und begann dort den Grundstein der modernen Fluoreszenzspektroskopie zu legen, sowohl durch die theoretische Beschreibung der Fluoreszenz, als auch die Entwicklung von Messmethoden und -technik. Bis Anfang der 1960er Jahre untersuchte er unter anderem mit F. W. John Teale die intrinsische Fluoreszenz von Proteinen, die durch aromatische Aminosäuren verursacht wird, und entwickelte eine Methode zur absoluten Bestimmung der Quantenausbeute. 1962 ging er auf Bestreben von Irwin Clyde Gunsalus in die Vereinigten Staaten an die University of Illinois at Urbana-Champaign, wo er Professor für Biochemie wurde. Gregorio Weber wirkte bis zu seinem Tod 1997 an der Universität (ab 1986 Professor emeritus) und nahm 1971 die amerikanische Staatsbürgerschaft an.
Neben Dansylchlorid, das Weber schon während seiner Zeit in Cambridge synthetisiert hatte, designte und synthetisierte er eine Vielzahl weiterer Farbstoffe zur Fluoreszenzmarkierung, darunter IAEDANS oder Laurdan. Weber zeigte durch die Fluoreszenzlöschung mit molekularem Sauerstoff, welcher durch die als starr angenommene Proteinstruktur diffundierte, schnelle Bewegungen der Proteindomänen im Nanosekundenbereich und eröffnete damit das Forschungsgebiet der Proteindynamik. Mit Richard D. Spencer entwickelte er ein Phasen-Modulations-Fluoreszenzspektrometer zur Bestimmung der Fluoreszenzlebensdauer, dessen Prinzip noch heute Anwendung findet.

## Auszeichnungen (Auswahl)
- 1969: Mitglied der American Academy of Arts and Sciences[8]
- 1971: Mitglied der National Academy of Exact Sciences of Argentina (Corresponding Member)[9]
- 1975: Mitglied der National Academy of Sciences[10]
- 1980: Rumford-Preis (American Academy of Arts and Sciences)
- 1983: Isco Award (University of Nebraska-Lincoln)[11]
- 1986: Repligen Corporation Award in the Chemistry of Biological Processes (American Chemical Society, ACS)[12]
- 1997: International Jablonski Award (Biophysical Society, Biological Fluorescence Subgroup)[13]

## Veröffentlichungen (Auswahl)
- G. Weber: Polarization of the fluorescence of macromolecules. 1. Theory and experimental method. In: Biochemical Journal. Band 51, Nr. 2, 1952, S. 145–155. PMC 1197814 (freier Volltext)
- G. Weber: Polarization of the fluorescence of macromolecules. 2. Polarization of the fluorescence of labeled protein molecules. In: Biochemical Journal. Band 51, Nr. 2, 1952, S. 155–164. PMC 1197815 (freier Volltext)
- G. Weber: Rotational Brownian Motion and Polarization of the Fluorescence of Solutions. In: Advances in Protein Chemistry. Band 8, 1953, S. 415–459, doi:10.1016/S0065-3233(08)60096-0.
- G. Weber, F. W. J. Teale: Ultraviolet fluorescence of aromatic amino acids. In: Biochemical Journal. Band 65, Nr. 3, 1957, S. 476–482. PMC 1199900 (freier Volltext)
- G. Weber, F. W. J. Teale: Determination of the absolute quantum yield of fluorescent solutions. In: Transactions of the Faraday Society. Band 53, 1957, S. 646–655, doi:10.1039/TF9575300646.
- G. Weber: Fluorescence-polarization spectrum and electronic-energy transfer in proteins. In: Biochemical Journal. Band 75, Nr. 2, 1960, S. 345–152. PMC 1204431 (freier Volltext)
- R. D. Spencer, G. Weber: Measurement of subnanosecond fluorescence lifetimes with a cross-correlation phase fluorometer. In: Annals of the New York Academy of Sciences. Band 158, 1969, S. 361–376, doi:10.1111/j.1749-6632.1969.tb56231.x.
- G. Weber, J. R. Lakowicz: Quenching of protein fluorescence by oxygen. Detection of structural fluctuations in proteins in the nanosecond time scale. In: Biochemistry. Band 12, Nr. 21, 1973, S. 4171–4179, doi:10.1021/bi00745a021.
- G. Weber: Theory of differential phase fluorometry: Detection of anisotropic molecular rotations. In: The Journal of Chemical Physics. Band 66, Nr. 9, 1977, S. 4081–4091, doi:10.1063/1.434481.
- G. Weber: Protein Interactions. Springer, 1992, ISBN 0-412-03031-4.